# Toyota RAV4
Toyota RAV4 je menší SUV, které od roku 1996 vyrábí japonská automobilka Toyota. Některé modely mají pohon všech kol (AWD). Zkratka RAV znamená Recreational Active Vehicle, neboli automobil pro volný čas. V roce 2023 šlo s 1,075 mil. prodaných kusů o druhý nejprodávanější automobil na světě.

## První generace
Vyráběla se od roku 1995 do roku 2000. K dispozici byla jako dvoudveřový uzavřený vůz nebo polokabriolet a nebo pětidveřová varianta s prodlouženým rozvorem. Základ vycházel z vozu Toyota Corolla.

### Motory
- 2,0l - 94 kW

### Rozměry
- Rozvor - 2200 mm nebo 2410 mm
- Délka - 3750 mm nebo 4160 mm
- Šířka - 1695 mm
- Výška - 1646 až 1656 mm

## Druhá generace

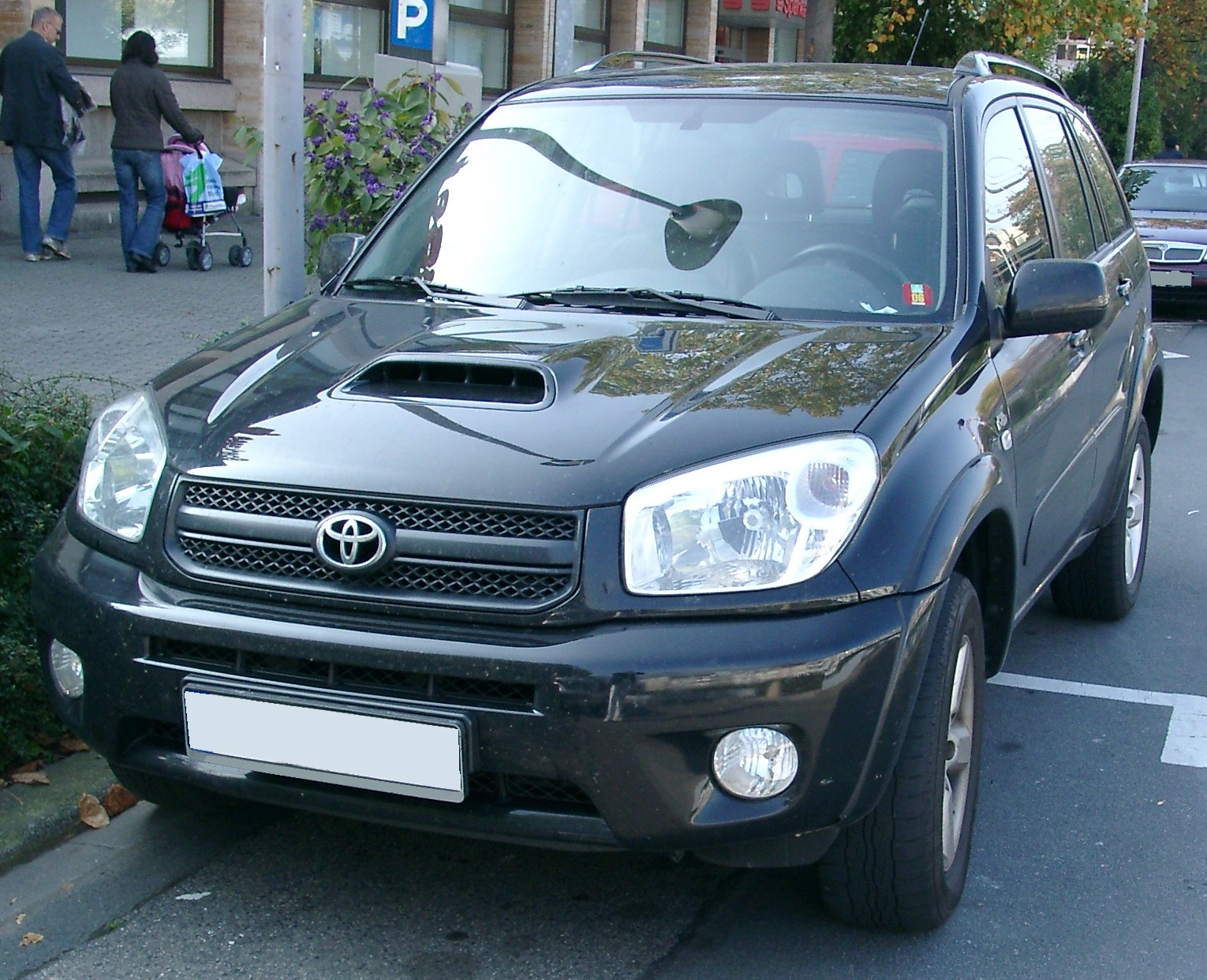
druhá generace

Vyráběla se v letech 2001 až 2005. Na výběr byly dvě verze, buď celý vůz v jedné barvě nebo s doplňky v šedém čí stříbrnošedém odstínu. K dispozici byla i verze pouze s pohonem předních kol. Karosářské verze zůstaly. Do výbavy přibylo ABS, ESP, klimatizace, rádio s šesti reproduktory. Za příplatek se dodával i sportovní balíček, který obsahoval otvor na sání na kapotě, kola z lehkých slitin, kliky v barvě vozu, střešní nosiče, sportovní volant, sedadla, hlavici řadicí páky a prvky imitace hliníku v interiéru. Druhá generace se stala nejprodávanějším SUV v Austrálii pro rok 2001.

### Motory
- 2,0l - Benzin - 110 kW (150 PS)
- 1,8l - Benzin - 92 kW (125 PS) - postrádal náhon na všechna 4 kola
- 2,4l - Benzin - 120 kW - VVT (variable valve timing)

- 2,0l - Diesel - 85 kW (116 PS) - Common-Rail
- 2,0l - Diesel - ?? kW - D-4D

### Rozměry
- Rozvor - 2490 mm
- Délka - 4193 mm
- Šířka - 1735 mm
- Výška - 1650 až 1680 mm

## Třetí generace

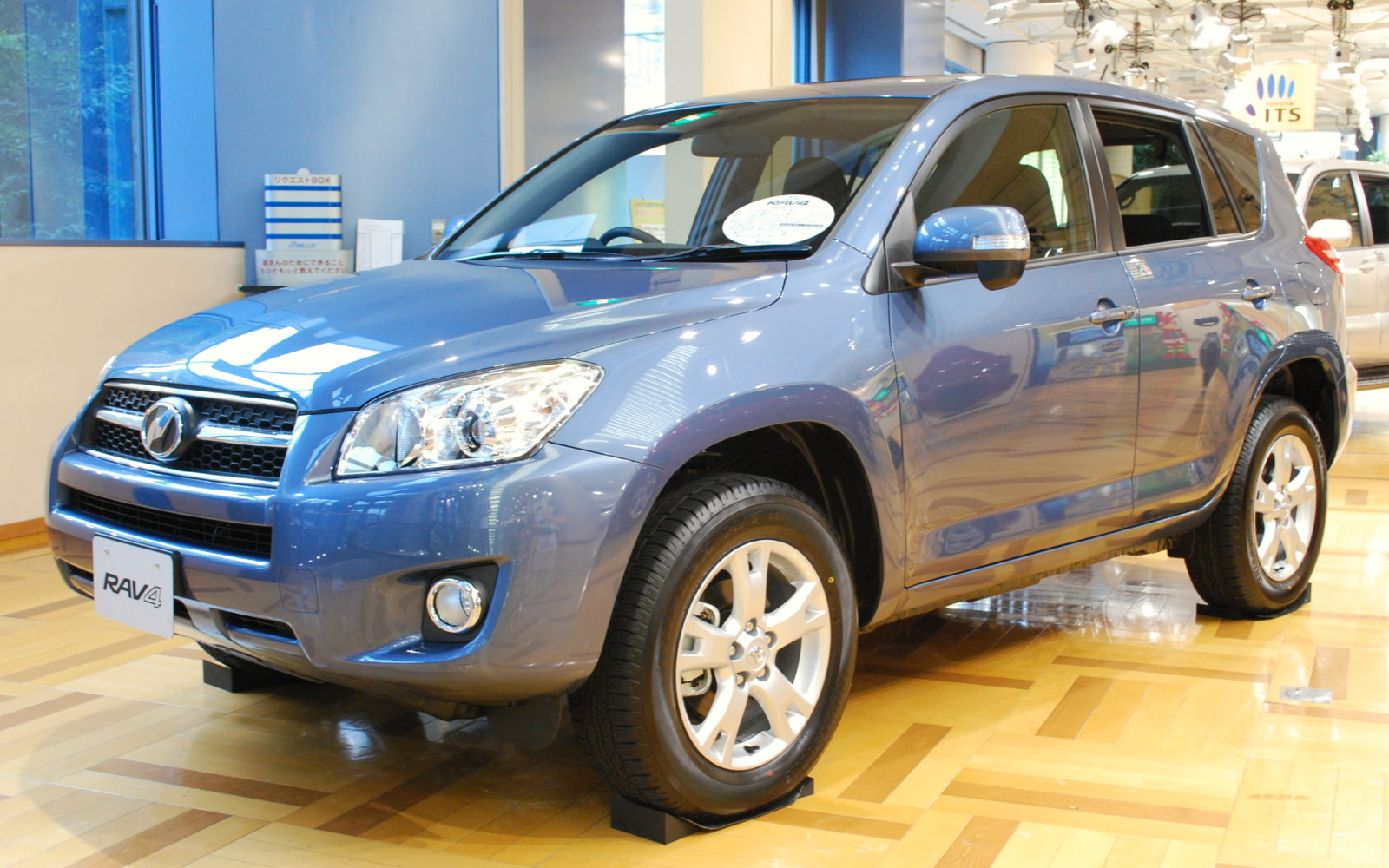
třetí generace

Vyrábí se od roku 2006. Z nabídky zmizela krátká třídveřová varianta. Design byl zmodernizován. U vozidel bez pohonu všech kol je rezerva umístěna pod podlahou zavazadlového prostoru. Od května 2008 se kromě Japonska vyrábí i v Ontariu v Kanadě. V roce 2009 prošla drobným faceliftem. Výrazná modernizace proběhla v roce 2010, kdy byl kompletně změněn vzhled a přestaly být nabízeny verze s pohonem jedné nápravy.

### Motory
- 2,0l - 112 kW
- 2,4l - 124 kW
- 2,5l - 133 kW
- 3,5l V6 - 201 kW
- 2,2l Diesel - 110 kW

### Rozměry
- Rozvor - 2660 mm
- Délka - 4600 mm
- Šířka - 1815 mm
- Výška - 1685 mm

## Čtvrtá generace XA40 (od roku 2013)
Čtvrtá generace vozu byla poprvé představena na Auto Show v Los Angeles na konci listopadu 2012. Na evropské trhy byl vůz uveden 13. dubna 2013.
Ve srovnání se svým předchůdcem výrazně „nabral“ na rozměrech, na délku měří 4570 mm, což je o 205 mm více, než generace předchozí. Mimoto je o 30 mm širší, ale zase o 25 mm nižší. Poprvé byla v této generaci u modelu RAV4 použita LED světla.
Na výběr jsou čtyři motory, základním zůstává (ostatně jako doposud) dvoulitrový benzínový motor o výkonu 150 koňských sil, který je kombinován se šestistupňovou manuální převodovkou nebo variátorem. Benzinový motor o objemu 2,4 litru z předchozí verze byl ale nahrazen motorem s objemem 2,5 litru a výkonu 180 koňských sil, který se montuje výlučně s automatickou převodovkou (stejný se používá i u sedanu Camry). K disposici jsou dále dva turbodieselové motory, dvoulitrový o výkonu 124 koňských sil a větší, o objemu 2,2 litru a s výkonem 150 koňských sil.

## Toyota RAV4 EV
V květnu 2010 navázala automobilka Toyota spolupráci s americkou automobilkou Tesla Motors. Spolupráce se měla týkat elektromobilů a souvisejících komponent.  V červenci 2010 se objevily první informace o tom, že Toyota a Tesla Motors společně obnoví výrobu elektrické verze Toyota RAV4, která se bude jmenovat Toyota RAV4 EV. Naživo se tento elektromobil poprvé představil na autosalonu v Los Angeles. Na trhu se má elektrické auto objevit v roce 2012 a nabídnou dojezd až 160 km. 